# Convocazioni per la Coppa d'Asia 1988
Elenco dei giocatori convocati da ciascuna Nazionale partecipante alla Coppa d'Asia 1988.

## Gruppo A

### Iran
Allenatore: Parviz Dehdari
| N. | Pos. | Giocatore                 | Data nascita (età)          | Pres. | Squadra         |
| -- | ---- | ------------------------- | --------------------------- | ----- | --------------- |
| 1  | P    | Ahmadreza Abedzadeh       | 25 maggio 1966 (22 anni)    |       | Jandarmeri      |
| 2  | D    | Javad Zarincheh           | 23 luglio 1966 (22 anni)    |       | Esteghlal       |
| 4  | D    | Nader Mohammadkhani       | 23 agosto 1963 (25 anni)    |       | Persepolis      |
| 5  | D    | Morteza Fonounizadeh      |                             |       | Persepolis      |
| 6  | C    | Mehdi Fonounizadeh        | 19 maggio 1962 (26 anni)    |       | Daraei          |
| 7  | C    | Majeed Namjoo Motlagh     |                             |       | Esteghlal       |
| 8  | C    | Sirous Ghayeghran         | 22 settembre 1962 (26 anni) |       | Malavan         |
| 9  | A    | Samad Marfavi             | 18 maggio 1965 (23 anni)    |       | Esteghlal       |
| 10 | A    | Karim Bavi                | 30 dicembre 1964 (23 anni)  |       | Persepolis      |
| 11 | C    | Morteza Kermani Moghaddam | 11 luglio 1965 (23 anni)    |       | Persepolis      |
| 13 | D    | Mojtaba Moharrami         | 16 aprile 1962 (26 anni)    |       | Persepolis      |
| 14 | C    | Mohammad Ansarifard       | 24 settembre 1961 (27 anni) |       | Persepolis      |
| 17 | C    | Mohammad Taghavi          |                             |       | Homa            |
| 18 | D    | Siamak Rahimpour          |                             |       | Shahin          |
| 19 | A    | Farshad Peyous            | 12 gennaio 1962 (26 anni)   |       | Al-Ahli Doha    |
| 20 | C    | Ali Eftekhari             |                             |       | Esteghlal Rasht |
| 21 | D    | Zia Arabshahi             | 6 giugno 1958 (30 anni)     |       | Persepolis      |
| 22 | P    | Ahmad Sajjadi             |                             |       | Homa            |

### Emirati Arabi Uniti
Allenatore:  Mário Zagallo
| N. | Pos. | Giocatore           | Data nascita (età)         | Pres. | Squadra    |
| -- | ---- | ------------------- | -------------------------- | ----- | ---------- |
| 2  | D    | Khalil Ghanim       | 12 novembre 1964 (24 anni) |       | Al-Khaleej |
| 3  | D    | Ali Thani           | 18 agosto 1968 (20 anni)   |       | Sharjah    |
| 4  | D    | Mubarak Ghanim      | 3 settembre 1963 (25 anni) |       | Al-Khaleej |
| 5  | C    | Abdullah Sultan     | 1º ottobre 1963 (25 anni)  |       | Al-Khaleej |
| 6  | D    | Abdulrahman Mohamed | 1º ottobre 1963 (25 anni)  |       | Al-Nasr    |
| 7  | A    | Fahad Khamees       | 24 gennaio 1962 (26 anni)  |       | Al-Wasl    |
| 10 | A    | Adnan Al-Talyani    | 1º ottobre 1964 (24 anni)  |       | Al-Shaab   |
| 11 | A    | Zuhair Bakhit       | 13 luglio 1967 (21 anni)   |       | Al-Wasl    |
| 12 | A    | Hussain Ghuloum     | 1965 (23 anni)             |       | Sharjah    |
| 13 | D    | Hassan Mohamed      | 1962 (26 anni)             |       | Al-Wasl    |
| 15 | D    | Ibrahim Meer        | 16 luglio 1967 (21 anni)   |       | Sharjah    |
| 16 | D    | Mohamed Salim       | 1968 (20 anni)             |       | Al-Ahli    |
| 17 | P    | Muhsin Musabah      | 1º ottobre 1964 (24 anni)  |       | Sharjah    |
| 20 | D    | Mohammed Obaid      | 1º agosto 1967 (21 anni)   |       | Al-Ain     |

### Corea del Sud
Allenatore:  Lee Hoe-taik
| N. | Pos. | Giocatore       | Data nascita (età)         | Pres. | Squadra                |
| -- | ---- | --------------- | -------------------------- | ----- | ---------------------- |
| 1  | P    | Cho Byung-deuk  | 26 maggio 1958 (30 anni)   | 34    | POSCO Atoms            |
| 2  | D    | Park Kyung-hoon | 19 gennaio 1961 (27 anni)  | 55    | POSCO Atoms            |
| 3  | C    | Choi Kang-hee   | 12 aprile 1959 (29 anni)   | 1     | Hyundai Horang-i       |
| 4  | D    | Cho Min-kook    | 5 luglio 1963 (25 anni)    | 26    | Lucky-Goldstar Hwangso |
| 5  | D    | Chung Yong-hwan | 10 febbraio 1960 (28 anni) | 34    | Daewoo Royals          |
| 6  | C    | Lee Tae-ho      | 29 gennaio 1961 (27 anni)  | 60    | Daewoo Royals          |
| 7  | C    | Noh Soo-jin     | 10 febbraio 1962 (26 anni) | 16    | Yukong Elephants       |
| 8  | C    | Chung Hae-won   | 1º luglio 1959 (29 anni)   | 44    | Daewoo Royals          |
| 9  | C    | Hwangbo Kwan    | 1º marzo 1965 (23 anni)    | 0     | Yukong Elephants       |
| 10 | A    | Ham Hyun-gi     | 26 aprile 1963 (25 anni)   | 1     | Hyundai Horang-i       |
| 11 | A    | Byun Byung-joo  | 26 aprile 1961 (27 anni)   | 52    | Daewoo Royals          |
| 12 | A    | Kim Bong-kil    | 15 marzo 1966 (22 anni)    | 0     | Università Yonsei      |
| 13 | D    | Cho Yoon-hwan   | 24 maggio 1961 (27 anni)   | 1     | Yukong Elephants       |
| 14 | A    | Hwang Sun-hong  | 14 luglio 1968 (20 anni)   | 0     | Konkuk University      |
| 15 | D    | Son Hyung-sun   | 22 febbraio 1964 (24 anni) | 0     | Daewoo Royals          |
| 16 | A    | Kim Joo-sung    | 17 gennaio 1966 (22 anni)  | 25    | Daewoo Royals          |
| 17 | D    | Gu Sang-bum     | 15 giugno 1964 (24 anni)   | 4     | Lucky-Goldstar Hwangso |
| 18 | D    | Kang Tae-shik   | 15 marzo 1963 (25 anni)    | 1     | POSCO Atoms            |
| 19 | C    | Yeo Bum-kyu     | 24 giugno 1962 (26 anni)   | 7     | Daewoo Royals          |
| 20 | P    | Kim Bong-soo    | 5 dicembre 1970 (17 anni)  | 0     | Università della Corea |

### Giappone
Allenatore:  Kenzō Yokoyama
| N. | Pos. | Giocatore           | Data nascita (età)          | Pres. | Squadra            |
| -- | ---- | ------------------- | --------------------------- | ----- | ------------------ |
| 1  | P    | Hisashi Tsuchida    | 1º febbraio 1967 (21 anni)  |       | Osaka Keidai       |
| 3  | D    | Takumi Horiike      | 6 settembre 1965 (23 anni)  |       | Yomiuri            |
| 4  | D    | Yoshinori Taguchi   | 14 settembre 1965 (23 anni) |       | Tsukuba Daigaku    |
| 5  | D    | Yūji Sakakura       | 7 giugno 1967 (21 anni)     |       | Juntendo Daigaku   |
| 6  | D    | Takeshi Motoyoshi   | 26 luglio 1967 (21 anni)    |       | Chūō Daigaku       |
| 7  | D    | Masami Ihara        | 18 settembre 1967 (21 anni) |       | Tsukuba Daigaku    |
| 8  | D    | Naoto Ōtake         | 18 ottobre 1968 (20 anni)   |       | Juntendo Daigaku   |
| 9  | C    | Hisanori Shirasawa  | 13 dicembre 1964 (23 anni)  |       | Yanmar Diesel      |
| 10 | C    | Katsumi Ōenoki      | 3 aprile 1965 (23 anni)     |       | Yamaha Motors      |
| 11 | C    | Shunichi Ikenoue    | 16 febbraio 1967 (21 anni)  |       | Osaka Shodai       |
| 12 | A    | Masashi Nakayama    | 23 gennaio 1967 (21 anni)   |       | Tsukuba Daigaku    |
| 13 | A    | Hisashi Kurosaki    | 6 maggio 1968 (20 anni)     |       | Honda Motor        |
| 14 | A    | Satoru Noda         | 19 marzo 1969 (19 anni)     |       | Kokushikan Daigaku |
| 15 | A    | Yūsuke Minoguchi    | 23 agosto 1965 (23 anni)    |       | Furukawa Electric  |
| 16 | A    | Osamu Maeda         | 5 settembre 1965 (23 anni)  |       | ANA Yokohama       |
| 18 | C    | Yoshiyuki Matsuyama | 31 luglio 1966 (22 anni)    |       | Waseda Daigaku     |
| 19 | P    | Masanori Sanada     | 6 marzo 1968 (20 anni)      |       | Juntendo Daigaku   |
| 20 | A    | Takuya Takagi       | 12 novembre 1967 (21 anni)  |       | Osaka Shodai       |

La federazione calcistica giapponese non riconosce gli incontri disputati dalla sua rappresentativa come ufficiali, non contando perciò le presenze effettuate dai giocatori, dato che la squadra che partecipò alla competizione viene considerata una sorta di nazionale B.

### Qatar
Allenatore:  Procópio Cardoso
| N. | Pos. | Giocatore               | Data nascita (età)         | Pres. | Squadra      |
| -- | ---- | ----------------------- | -------------------------- | ----- | ------------ |
| 1  | P    | Younes Ahmed            | 17 luglio 1963 (25 anni)   |       | Al-Rayyan    |
| 2  | D    | Mohammed Al-Sowaidi     | 25 giugno 1963 (25 anni)   |       | Al-Rayyan    |
| 4  | D    | Yousuf Al-Adsani        |                            |       | Al-Sadd      |
| 5  | D    | Adel Malallah           |                            |       | Al-Ahli Doha |
| 6  | D    | Sabaa'n Sallam Mubarak  |                            |       |              |
| 7  | C    | Adel Khamis Mubarak     |                            |       | Al-Gharafa   |
| 8  | C    | Mohammed Al-Ammari      | 10 dicembre 1965 (22 anni) |       | Al-Sadd      |
| 10 | C    | Mubarak Salem Al-Khater | 25 maggio 1966 (22 anni)   |       | Al-Rayyan    |
| 12 | A    | Mahmoud Soufi           |                            |       | Al-Gharafa   |
| 13 | C    | Adel Abu Karbal         |                            |       | Qatar SC     |
| 14 | -    | Fahad Al-Kuwari         |                            |       |              |
| 15 | A    | Mansour Muftah          | 1º gennaio 1955 (33 anni)  |       | Al-Rayyan    |
| 16 | A    | Khalid Salman           | 5 aprile 1963 (25 anni)    |       | Al-Sadd      |
| 17 | -    | Hassan Al-Buhaqab       |                            |       |              |
| 18 | C    | Yousuf Khalaf           |                            |       |              |
| 19 | D    | Issa Al-Mohammadi       | 19 dicembre 1963 (24 anni) |       |              |
| 20 | -    | Ali Al-Sulaiti          |                            |       |              |

## Gruppo B

### Bahrein
Allenatore:  Mohammed Al-Arabi
| N. | Pos. | Giocatore              | Data nascita (età)        | Pres. | Squadra     |
| -- | ---- | ---------------------- | ------------------------- | ----- | ----------- |
| 1  | P    | Humood Sultan          | 1º gennaio 1956 (32 anni) |       | Al-Muharraq |
| 2  | D    | Abdul Abbas            |                           |       |             |
| 4  | C    | Hamad Al-Jazaf         | 20 ottobre 1969 (19 anni) |       |             |
| 5  | C    | Adnan Ali Daif         |                           |       |             |
| 6  | D    | Juma Hilal Faraj       |                           |       |             |
| 7  | C    | Nasser Jassim Mohammed |                           |       |             |
| 9  | A    | Ebrahim Essa Ahmed     |                           |       |             |
| 10 | A    | Abdul Aziz Froutan     |                           |       |             |
| 11 | A    | Shaker Salman          |                           |       |             |
| 14 | C    | Ali Hassan Yousif      |                           |       |             |
| 15 | D    | Khamis Eid Rafe Thani  | 11 giugno 1967 (21 anni)  |       |             |
| 16 | D    | Hassan Khalfan         |                           |       |             |
| 17 | C    | Fayad Mahmoud Hissain  |                           |       |             |
| 19 | C    | Najaf Mohammed         |                           |       |             |
| 20 | C    | Ali Mohammad Al-Ansari |                           |       |             |
| 21 | P    | Abdulrahman Hassan     |                           |       |             |

### Cina
Allenatore:  Gao Fengwen
| N. | Pos. | Giocatore     | Data nascita (età)          | Pres. | Squadra       |
| -- | ---- | ------------- | --------------------------- | ----- | ------------- |
| 1  | P    | Kong Guoxian  | 6 settembre 1965 (23 anni)  |       | Guangzhou E.  |
| 2  | D    | Zhu Bo        | 24 settembre 1960 (28 anni) |       | Bayi          |
| 3  | D    | Gao Sheng     | 10 maggio 1962 (26 anni)    |       | Liaoning      |
| 4  | D    | Guo Yijun     | 16 gennaio 1964 (24 anni)   |       | Guangdong     |
| 7  | C    | Xie Yuxin     | 12 dicembre 1963 (24 anni)  |       | PEC Zwolle    |
| 8  | C    | Tang Yaodong  | 8 febbraio 1962 (26 anni)   |       | Liaoning      |
| 10 | A    | Ma Lin        | 28 luglio 1962 (26 anni)    |       | Liaoning      |
| 11 | C    | Wu Wenbing    | 28 luglio 1962 (26 anni)    |       | Guangdong     |
| 12 | A    | Wang Baoshan  | 13 aprile 1963 (25 anni)    |       | Shanxi Chanba |
| 13 | C    | Shi Lianzhi   | 3 giugno 1964 (24 anni)     |       | Tianjin       |
| 14 | A    | Zhai Biao     | 14 settembre 1968 (20 anni) |       | Beijing       |
| 15 | D    | Zhang Xiaowen | 15 luglio 1964 (24 anni)    |       | Guangdong     |
| 16 | A    | Huang Chong   | 1º gennaio 1963 (25 anni)   |       | Liaoning      |
| 17 | C    | Mai Chao      | 9 marzo 1964 (24 anni)      |       | Guangzhou E.  |
| 18 | C    | Duan Ju       | 3 ottobre 1963 (25 anni)    |       | Tianjin       |
| 19 | C    | Dong Liqiang  | 20 agosto 1965 (23 anni)    |       | Liaoning      |
| 20 | P    | Zhang Huikang | 13 novembre 1967 (21 anni)  |       | Shanghai      |
| 21 | C    | Tu Shengqiao  | 9 ottobre 1968 (20 anni)    |       | Cina B        |

### Arabia Saudita
Allenatore:  Carlos Alberto Parreira
| N. | Pos. | Giocatore                | Data nascita (età)          | Pres. | Squadra    |
| -- | ---- | ------------------------ | --------------------------- | ----- | ---------- |
| 1  | P    | Abdullah Al-Deayea       | 1º dicembre 1961 (27 anni)  |       | Al-Tai     |
| 2  | D    | Abdullah Al-Dosari       | 1º novembre 1969 (19 anni)  |       | Al-Ittihad |
| 3  | D    | Hussein Al-Bishi         |                             |       | Al-Hilal   |
| 4  | D    | Ahmad Jamil Madani       | 6 gennaio 1970 (18 anni)    |       | Al-Ittihad |
| 5  | D    | Saleh Nu'eimeh           |                             |       | Al-Hilal   |
| 6  | C    | Saleh Al-Mutlaq          | 3 febbraio 1966 (22 anni)   |       | Al-Nassr   |
| 7  | A    | Yousuf Jazea'a Al-Dosari | 13 ottobre 1968 (20 anni)   |       | Al-Hilal   |
| 8  | C    | Fahad Al-Bishi           | 10 settembre 1965 (23 anni) |       | Al-Nassr   |
| 9  | A    | Majed Abdullah           | 1º novembre 1959 (29 anni)  |       | Al-Nassr   |
| 10 | C    | Fahad Al-Musaibeah       | 1º novembre 1959 (29 anni)  |       | Al-Nassr   |
| 11 | A    | Mohaisen Al-Jam'an       | 16 ottobre 1966 (22 anni)   |       | Al-Ettifaq |
| 13 | D    | Mohamed Al-Jawad         | 28 novembre 1962 (26 anni)  |       | Al-Ahli    |
| 14 | C    | Khalid Al-Muwallid       | 23 novembre 1971 (17 anni)  |       | Al-Hilal   |
| 15 | C    | Yousuf Al-Thunayan       | 18 novembre 1963 (25 anni)  |       | Al-Hilal   |
| 17 | A    | Saad Al-Dossary          |                             |       | Al-Hilal   |
| 22 | P    | Khaled Al-Sabyani        |                             |       | Al-Nassr   |

### Kuwait
Allenatore:  Miguel Pereira
| N. | Pos. | Giocatore          | Data nascita (età)          | Pres. | Squadra    |
| -- | ---- | ------------------ | --------------------------- | ----- | ---------- |
| 1  | P    | Samer Said         | 5 novembre 1963 (25 anni)   |       | Al-Arabi   |
| 2  | D    | Naeem Mubarak      | 1º ottobre 1957 (31 anni)   |       | Al-Tadamon |
| 3  | D    | Mahboub Mubarak    | 17 settembre 1955 (33 anni) |       | Al-Salmiya |
| 4  | D    | Jamal Al-Qabendi   | 7 aprile 1959 (29 anni)     |       | Kazma      |
| 5  | D    | Waleed Mubarak     | 18 novembre 1959 (29 anni)  |       | Kuwait SC  |
| 6  | C    | Wael Sulaiman      | 24 agosto 1964 (24 anni)    |       | Al-Jahra   |
| 7  | A    | Fahed Marzouq      | 2 gennaio 1971 (17 anni)    |       |            |
| 8  | A    | Saleh Al-Refae     |                             |       | Kazma      |
| 9  | A    | Salah Al-Hasawi    |                             |       | Kuwait SC  |
| 10 | C    | Nawaf Al-Anezi     |                             |       |            |
| 11 | C    | Nassir Al-Ghanim   | 24 maggio 1954 (34 anni)    |       | Kazma      |
| 12 | C    | Abulaziz Al-Hajeri |                             |       | Fahaheel   |
| 13 | C    | Adel Husain        |                             |       | Kuwait SC  |
| 14 | D    | Hamoud Al-Shemmari | 26 settembre 1960 (28 anni) |       | Kazma      |
| 15 | -    | Tariq Salim        |                             |       |            |
| 16 | C    | Mansour Mohammad   |                             |       |            |
| 17 | -    | Anbar Maqroun      |                             |       |            |
| 18 | -    | Mubarak Al-Essa    |                             |       |            |
| 20 | P    | Khaled Al-Shemmari |                             |       | Kazma      |
|    |      | Mansour Basha      |                             |       | Al-Arabi   |

### Siria
Allenatore:  Anatoliy Azarenkov
| N. | Pos. | Giocatore             | Data nascita (età)         | Pres. | Squadra           |
| -- | ---- | --------------------- | -------------------------- | ----- | ----------------- |
| 1  | P    | Ahmed Eid             |                            |       | Al-Karamah        |
| 2  | D    | Adnan Sabouni         | 13 novembre 1971 (17 anni) |       | Al-Ittihad Aleppo |
| 3  | D    | Ammar Habib           |                            |       | Tishrin           |
| 4  | D    | Youssef Hola          |                            |       | Tishrin           |
| 7  | C    | Walid Abou El-Sel     |                            |       | Al Jaish          |
| 8  | C    | Abdul Kader Kardaghli | 1º gennaio 1961 (27 anni)  |       | Tishrin           |
| 9  | A    | Nizar Mahrous         | 1º gennaio 1963 (25 anni)  |       | Saham Club        |
| 10 | A    | Faisal Ahmad          |                            |       |                   |
| 13 | D    | Abdullah Saddikah     | 13 novembre 1971 (17 anni) |       |                   |
| 14 | C    | Mohammad Jakalan      |                            |       |                   |
| 15 | C    | Georges Khoury        |                            |       | Al Jaish          |
| 16 | A    | Munaf Ramadhan        |                            |       | Jableh            |
| 17 | D    | Samer Darwish         |                            |       | Al-Wahda          |
| 18 | A    | Walid Al-Nasser       |                            |       | Al-Hurriya        |
| 19 | D    | Joseph Layous         |                            |       | Al-Hurriya        |
| 20 | C    | Radwan Ajam           |                            |       | Al-Karamah        |
| 22 | P    | Malek Shakuhi         | 5 aprile 1960 (28 anni)    |       | Al Jaish          |